# Henryka
Henryka est un prénom féminin polonais apparenté à Henri et pouvant désigner :

## Prénom
- Henryka Beyer (1782-1855), peintre prussienne
- Henryka Bochniarz (en) (né en 1947), écnonomiste et administrateur polonais
- Henryka Krzywonos (née en 1953), femme politique polonaise
- Henryka Łazowertówna (1909-1942), poétesse lyrique polonaise
- Henryka Mościcka-Dendys (en) (née en 1976), diplomate et ambassadrice polonaise
- Anna Henryka Pustowójtówna (1843-1881), militante et soldate polonaise
- Henryka Sadowska (en), skieuse cross-country polonaise
- Henryka Słomczewska-Nowak (en) (1915-1998), athlète polonaise de handball